# Dani Manchón
Daniel Manchón Crespo (Palencia, 21 de julio de 1998) más conocido como Dani Manchón es un baloncestista español, que ocupa la posición de base y forma parte de la plantilla del Baloncesto Fuenlabrada de la Primera FEB.

## Trayectoria deportiva
Formado en las categorías inferiores del C.D. Blanca de Castilla (Filipenses) y con posterioridad con el CB Valladolid con el que llegó a debutar en la Liga LEB Oro durante la temporada 2014-15.
En la temporada 2015-16, regresa a su ciudad natal para jugar en el Quesos Cerrato Palencia de la Liga LEB Oro.
En la temporada 2016-17, comenzaría en el Club Baloncesto Venta de Baños de Liga EBA y acabaría la temporada en el Club Baloncesto Tizona, de la misma liga.
En las siguientes dos temporadas, formaría parte del Club Bàsquet Girona y del CB Chantada, ambos equipos de la Liga EBA.
En la temporada 2019-20, firma por el CB Clavijo de la Liga LEB Plata.
En verano de 2020, firma por el Club Baloncesto Ciudad de Ponferrada de la Liga LEB Plata
, en el que juega durante dos temporadas.
El 23 de julio de 2022, firma por el BC CSU Sibiu de la Liga Națională, la máxima competición de Rumanía.
El 13 de julio de 2023, firma por el TAU Castelló de la LEB Oro.
El 28 de junio de 2024, firma por el Real Valladolid Baloncesto de la Primera Feb.
El 9 de agosto de 2025, firma por el Baloncesto Fuenlabrada de la Primera FEB.